# Eatoniella huttoni
Eatoniella huttoni is een slakkensoort uit de familie van de Eatoniellidae. De wetenschappelijke naam van de soort is voor het eerst geldig gepubliceerd in 1888 door Pilsbry.